# Schoenus apogon
Schoenus apogon là loài thực vật có hoa trong họ Cói. Loài này được Roem. & Schult. miêu tả khoa học đầu tiên năm 1817.